# Abel Rakotozanany
Abel Rakotozanany, né le 6 août 1951 et mort le 10 août 2016, est un réalisateur de cinéma et de télévision malgache.

## Biographie
Diplômé en sociologie, il s'oriente vers l’audiovisuel au début des années 1970, après s'être formé à l'Institut national de l’audiovisuel (INA) de Paris. En 1973, il entre à la télévision nationale malgache (TVM).
Abel Rakotozanany est le concepteur d'une émission de télévision intitulée Mbarakaly – qui signifie « Bienvenue », à travers laquelle il cherche à valoriser l'identité malgache sous toutes ses facettes (musique, photographie, peinture, littérature, théâtre, danse). L'émission reste très populaire pendant une trentaine d'années.
En 1987, il réalise une œuvre de fiction en collaboration avec Benoît Ramampy, Le Prix de la paix, présenté à l'African Film Festival de Montréal. Le film s'inspire de la pièce de théâtre éponyme de Charlotte-Arrisoa Rafenomanjato.  
En 2015, il revient à TVM, abordant les enjeux des réseaux sociaux, l’importance du livre face à l’évolution technologique, le 150e anniversaire de la presse à Madagascar ou le 20e anniversaire  du club des journalistes doyens.